# Platanthera reznicekii
Platanthera reznicekii là một loài thực vật có hoa trong họ Lan. Loài này được Catling, Brownell & G.Allen miêu tả khoa học đầu tiên năm 1999.